# Idioporus affinis
Idioporus affinis is een vliesvleugelig insect uit de familie Pteromalidae. De wetenschappelijke naam is voor het eerst geldig gepubliceerd in 1997 door LaSalle & Polaszek.